# As Taras do Minivampiro
As Taras de Um Minivampiro é um filme brasileiro de sexo explícito realizado na Boca do Lixo de São Paulo em 1987 e dirigido por José Adalto Cardoso.

## Sinopse
Em uma cidade do interior de São Paulo, um vampiro anão sedento de sangue aterroriza os casais quando fazem amor. O prefeito então decide explorar a imagem do vampiro para atrair turistas.

## Elenco
- Anão Chumbinho ... vampiro
- Renalto Alves
- Bim-Bim
- Makerley Reis
- Eliana Gabarron
- Walter Gabarron